# Elizabeth Cooke
Elizabeth Russell, nascuda Elizabeth Cooke, i Elizabeth Hoby durant el seu primer matrimoni (1528–1609), fou una noble anglesa. Fou una de les membres més influents del tribunal de la reina Elisabet I i va ser coneguda en el seu temps per la seva poesia refinada així com pel seu talent musical. El 1596, es va oposar a la reconstrucció del Teatre Blackfriars en aquell districte de Londres.